# 박성중
박성중(朴成重, 1958년 8월 1일~)은 대한민국의 공무원 출신 정치인이다. 
1979년 행정고시에 합격하여 공무원으로 재직했으며, 2006년 제4회 전국동시지방선거에서 서초구청장에 당선되었다.
서초구청장 임기 만료를 앞두고 2010년에 불출마를 선언했다. 2016년 20대 총선에서 서울 서초구 을 선거구에 당선되면서 원내에 진입했다. 2016년 12월 박근혜-최순실 게이트를 계기로 새누리당을 탈당하여 바른정당에 입당했으나, '보수 단일화를 통해 정권창출을 하기 위해' 2017년 5월 바른정당을 탈당했다. 5월 12일 동반 탈당한 11명의 바른정당 탈당파 의원들과 함께 복당 절차가 완료되었다.
2020년 21대 총선에서 재선에 성공했다.
2024년 제22대 총선을 앞두고 기자 출신의 신동욱에게 밀려 경선에서는 패했고, 대신 경기 부천시 을 지역구로 옮겨서 출마하기로 국민의힘과 합의했다. 그러나 김기표에게 밀려 3선에는 실패했다.
2024년 10월 30일에 한국생산성본부의 회장으로 취임했다.

## 학력
- 중현국민학교 졸업
- 남해중학교 졸업
- 경남고등학교 졸업
- 성균관대학교 행정학 학사
- 육군보병학교 수료
- 육군포병학교 수료
- 서울대학교 행정대학원 석사
- 성균관대학교 행정대학원 도시행정학과 박사

### 비학위 수료
- 일본 와세다 대학교 정치학연구소 연구원 연구과정 수료

## 경력
- 1979년: 제23회 행정고시 합격
- 1993년: 대통령비서실 민정수석비서실 행정관
- 서울특별시청 행정과장
- 대통령비서실 행정관
- 1999년~2000년: 서울특별시청 공보관
- 2003년: 서울특별시 서초구 부구청장
- 2004년: 서울디지털대학교 법무행정학부 겸임교수
- 2006년 5월 31일: 제4회 전국동시지방선거 당선(민선 4기, 서울특별시 서초구청장, 한나라당, 초선)
- 2006년 7월~2010년 6월: 제6대 서울특별시 서초구청장(민선 4기, 한나라당, 초선)
- 2011년 1월~2012년 1월: 사회복지공동모금회 사랑의열매 사무총장
- 동국대학교 행정학과 겸임교수
- 제11대 대한민국 육군 학사장교 총동문회 회장
- 2016년 4월 13일: 대한민국 제20대 국회의원 선거 당선(서울 서초구 을, 새누리당, 초선)
- 2016년 5월~2020년 5월: 제20대 국회의원(서울 서초구 을, 새누리당→무소속→바른정당→무소속→자유한국당→미래통합당, 초선)
- 2016년 5월~2016년 12월: 새누리당 서울특별시당 서초구 을 당원협의회 위원장
- 2012년 12월~: 미래도시연구소 소장
- 2016년 12월: 새누리당 원내부대표
- 2017년 1월: 바른정당 원내부대표
- 2017년 1월~2017년 5월: 바른정당 서울특별시당 서초구 을 당원협의회 위원장
- 2017년 5월~2020년 2월: 자유한국당 서울특별시당 서초구 을 당원협의회 위원장
- 2017년 7월~2018년 6월: 자유한국당 홍보본부장
- 2017년 12월~2018년 2월: 자유한국당 지방선거기획위원회 위원
- 2018년 2월~2018년 5월: 자유한국당 지방선거총괄기획단 지방선거기획본부 홍보소위 위원
- 2019년 5월~2021년 2월: 심산김창숙선생기념사업회 회장
- 2019년 7월: 자유한국당 미디어특별위원회 공동위원장
- 2019년 10월: 자유한국당 국가정상화특별위원회 위원
- 2020년 5월~2020년 9월: 미래통합당 윤미향 더불어민주당 당선자의 부정 의혹을 규명하기위한 '위안부 할머니피해 진상규명 전담팀 위원
- 2020년 4월 15일: 대한민국 제21대 국회의원 선거 당선(서울 서초구 을, 미래통합당, 재선)
- 2020년 5월~2024년 5월: 제21대 국회의원(서울 서초구 을, 미래통합당→국민의힘, 재선)
- 2020년 2월~2020년 9월: 미래통합당 서울특별시당  서초구 을 당원협의회 위원장
- 2020년 7월~2020년 9월: 미래통합당 소상공인 살리기 특별위원회 부위원장
- 2020년 9월~2024년 1월: 국민의힘 서울특별시당 서초구 을 당원협의회 위원장
- 2020년 9월: 국민의힘 윤미향 더불어민주당 당선자의 부정 의혹을 규명하기위한 '위안부 할머니피해 진상규명 전담팀 위원
- 2020년 9월: 국민의힘 소상공인 살리기 특별위원회 부위원장
- 2020년 9월~2021년 6월: 국민의힘 정책조정위원회 제6조정위원장(교육·과방·문체 분야)
- 2020년 11월~2022년 7월: 국민의힘 서울특별시당 위원장
- 2020년 12월~2021년 3월: 국민의힘 2021년 재보궐선거 공약개발단 지역공약 개발단 서울팀 위원장
- 2021년 3월~2021년 4월: 국민의힘 2021년 재보궐선거 서울특별시장 보궐선거 선거대책위원회 공동선대위원장
- 2021년 12월~2022년 1월: 국민의힘 선거대책위원회 종합지원총괄본부 국민소통본부장
- 2021년 12월~2022년 3월: 제20대 대통령 선거 국민의힘 서울을 살리는 선거대책위원회 선거대책위원단 상임선거대책위원장 겸 선대본부장
- 2022년 3월~2022년 5월: 제20대 대통령직인수위원회 과학기술교육분과 간사
- 2022년 5월~2022년 6월: 제8회 전국동시지방선거 국민의힘 오세훈 서울특별시장 후보 선거대책위원회 상임위원장
- 2022년 9월: 국민의힘 태양광 진상 규명 특별위원회 위원장
- 2022년 9월~2023년 3월: 국민의힘 정책조정위원회 제6정조위원장(교육·과방·문체 분야)
- 2022년 9월: 국민의힘 MBC 편파조작방송 진상규명 TF 위원
- 2023년 9월~2023년 10월: 국민의힘 대선 공작 게이트 진상조사단 위원
- 2023년 10월 ~ 2023년 12월: 국민의힘 혁신위원회 위원
- 2024년 3월~2024년 4월: 제22대 국회의원 선거 국민의힘 경기도당 선거대책위원회 선대부위원장
- 2024년 5월~: 국민의힘 경기도당 부천시 을 당원협의회 위원장
- 2024년 10월 30일~: 한국생산성본부 회장
- 2025년 5월~2025년 6월: 제21대 대통령 선거 국민의힘 김문수 대통령 후보 경기도 선거대책위원회 공동선거대책위원장

### 의정활동
- 2016년 5월 30일~2020년 5월 29일: 제20대 국회의원(서울 서초구 을, 새누리당→무소속 →바른정당→무소속→자유한국당→미래통합당, 초선)
  - 2016년 6월~2017년 1월: 제20대 국회 전반기 안전행정위원회 위원
  - 2016년 12월~2018년 5월: 제20대 국회 국회운영위원회 위원
  - 2017년 1월~2017년 5월: 제20대 국회 전반기 안전행정위원회 간사
  - 2016년 6월~2018년 5월: 제20대 국회 전반기 예산결산특별위원회 위원
  - 2016년 7월~2017년 6월: 제20대 국회 저출산고령화대책특별위원회 위원
  - 2017년 5월~2017년 7월: 제20대 국회 전반기 안전행정위원회 위원3월
  - 2017년 7월~2018년 5월: 제20대 국회 전반기 행정안전위원회 위원
  - 2018년 7월~2020년 5월: 제20대 국회 후반기 과학기술정보방송통신위원회 위원
  - 2018년 12월~2020년 5월: 제20대 국회 공공부문 채용비리 의혹과 관련된 국정조사특별위원회 위원
- 2020년 5월 30일~2024년 5월 29일: 제21대 국회의원(서울 서초구 을, 미래통합당→국민의힘, 재선)
  - 2020년 7월~2022년 3월: 제21대 국회 전반기 과학기술정보방송통신위원회 간사
  - 2020년 7월~2024년 5월: 국가재조포럼 대표의원
  - 2020년 7월~2024년 5월: 대한민국 미래혁신포럼 연구책임의원
  - 2022년 9월~2024년 5월: 제21대 국회 후반기 과학기술정보방송통신위원회 간사
    - 제21대 국회 후반기 과학기술정보방송통신위원회 안건조정위원회 위원
    - 제21대 국회 후반기 과학기술정보방송통신위원회 과학기술원자력법안심사소위원회 위원장
    - 제21대 국회 후반기 과학기술정보방송통신위원회 정보통신방송법안심사소위원회 위원

## 사건과 논란

### 사건
박성중은 서울중앙지검 공안2부(이성규 부장검사)에 의해 2016년 치러진 20대 국회의원 선거를 앞두고 2016년 1∼2월 새누리당 경선과 관련해 선거구민 5명에게 전화를 걸어 실제로는 여론조사 2위임에도 불구하고 자신이 1위라는 취지의 발언을 하고  2∼4월 예비후보자 홍보물과 선거공보에 서초구청장 재직 시절 "우면동 연구개발(R&D)센터에 삼성전자 연구소를 유치했다"는 허위사실을 적시한 혐의로 불구속기소되었다. 박성중이 구청장으로 재직하던 2006년부터 2010년 기간 동안 연구개발센터는 용적률 240%, 건물높이 4~5층으로 개발이 제한되어 있어서 기업들의 연구소 건립을 유치할 수 있는 상황이 아니었으면서도 삼성전자와 연구소 건립과 관련하여 투자에 관한 양해각서를 작성하거나 사전 협의 등 구체적 절차를 진행한 사실이 없었고 구청장에서 물러나고 1년이 훨씬 지난 2011년 8월 22일 국토교통부의 지구 실시계획 변경 승인으로 용적률 360% 건물 높이 10층이하로 규제가 완화되었다.
서울중앙지법 형사합의21부(김도형 부장판사)는 선고공판에서  "피고인이 구청장 재직 중 삼성전자의 사장단과 협의를 실제 진행했던 점이 인정된다 구체적인 역할을 하지 않았다고 단정할 수 있는지 의문"이라고 하면서 허위의 여론조사 결과를 공표한 것에 대해서는 "통화한 당원들이 '통화 내용이 잘 기억나지 않지만, 박 의원이 여론조사 순위를 언급한 부분은 기억한다'는 등 모순되는 진술을 했던 점, 이들이 경쟁 상대였던 예비후보를 지지했던 점"을 근거로 하여 "피고인이 1∼2월 새누리당 서초을 후보 경선 과정에서 선거구 내 당원들에게 전화 통화를 했지만, 이 과정에서 여론조사 결과를 공표했다고 볼 만한 증거가 부족하다"며 무죄를 선고했다.
서울고등법원 형사7부(김대웅 부장판사)는 항소심 선고공판에서 허위의 여론조사 결과 공표에 대해 "관련 증거를 모두 종합해도 피고인이 사인과 전화 통화를 하면서 여론조사 결과를 왜곡했다고 보기 어렵다"고 하면서 삼성전자 연구소 유치에 대해서도  "피고인이 허위 사실을 공표했다거나 허위성이 있었다는 것이 합리적 의심 없이 해소됐다고 보기 어렵다"며 1심과 같은 무죄를 선고했고 대법원도 검사의 상고를 기각해 무죄를 확정했다.

### 논란

#### 교통경찰관에 대한 갑질
신호위반을 단속한 경찰관에게 이름을 물어보고는 경찰청 정보관에게 함정단속이라며 반발한 사건으로 인해 논란이 일고 있다.

#### 삼성전자 특혜 의혹
삼성전자 연구소 건립과 관련하여 허위사실공표로 기소되었으나 판결문에 의하면 "서초동 우면동에 삼성전자 연구소를 유치하는데 모종의 역할을 하지 않았다고 단정할 수 없다"는 이유로 무죄가 선고되었는데 그 노력에 의해 용적률을 완화하는 것이라면 삼성전자에 대한 특혜 일 수 밖에 없다.

## 역대 선거 결과
|  | 74.57% |

|  | 46.82% |

|  | 53.66% |

|  | 37.93% |

## 소속 정당
| 소속 정당 | 소속 정당  | 소속 기간 | 비고      |
| --------- | ---------- | --------- | --------- |
|           | 한나라당   | 2006~2012 | 정계 입문 |
|           | 새누리당   | 2012~2016 | 당명 변경 |
|           | 무소속     | 2016~2017 | 탈당      |
|           | 바른정당   | 2017      | 창당      |
|           | 무소속     | 2017      | 탈당      |
|           | 자유한국당 | 2017~2020 | 복당      |
|           | 미래통합당 | 2020      | 합당      |
|           | 국민의힘   | 2020~현재 | 당명 변경 |

## 같이 보기
- 서초구 을
- 서울 서초구의 국회의원
- 서초구청장